# Đuôi cụt đầu đen
Đuôi cụt đầu đen, tên khoa học Erythropitta ussheri, là một loài chim trong họ Pittidae.